# The Mind
The Mind ist ein kooperatives Kartenspiel von Wolfgang Warsch, das 2018 im Nürnberger-Spielkarten-Verlag erschienen ist. Das Spiel wurde zum Spiel des Jahres 2018 als eines von drei Spielen nominiert.

## Thema und Ausstattung
Das Spiel ähnelt dem Spiel The Game von Steffen Benndorf und baut wie dieses auf einer klassischen Patience auf. Es wird als kooperatives Kartenspiel von zwei bis vier Spielern gespielt. Die Spieler versuchen im Spiel, über mehrere Level jeweils Karten aus der Hand in aufsteigender Zahlenreihenfolge auszulegen und dabei alle Karten der Hand loszuwerden. Anders als bei anderen kooperativen Spielen dürfen die Spieler nicht miteinander kommunizieren; sie dürfen also weder reden noch sich gegenseitig Zeichen geben.
Das Spiel besteht aus 100 Zahlenkarten mit den Zahlenwerten 1 bis 100, 12 Level-Karten, 5 Lebenskarten und 3 Wurfsternkarten.

## Spielweise
Zur Spielvorbereitung werden abhängig von der Spieleranzahl Lebenskarten und Wurfsternkarten offen nebeneinander auf dem Tisch ausgelegt, die restlichen Leben und Wurfsterne werden zur Seite gelegt. Ebenfalls abhängig von der Spieleranzahl werden nun Levelkarten sortiert mit dem ersten Level nach oben in einem Stapel in die Tischmitte gelegt. Zwei Spieler spielen dabei die Level 1 bis 12 mit zwei Leben und einem Wurfstern, drei Spieler die Level 1 bis 10 mit drei Leben und ebenfalls einem Wurfstern und vier Spieler die Level 1 bis 8 mit vier Leben und einem Wurfstern. Die 100 Zahlenkarten werden gemischt und jeder Spieler erhält für das Level 1 eine Karte als verdeckte Handkarte; die restlichen Karten werden zur Seite gelegt.
Sobald alle Spieler bereit sind, legen sie ihre flache Hand auf den Tisch. Danach dürfen sie nicht mehr miteinander reden oder sich gegenseitig Zeichen geben. In beliebiger Spielerreihenfolge legen sie nun jeweils einzelne Karten aus ihrer Hand offen auf den Tisch, wobei die Kartenauslage in den Werten aufsteigend sein muss. Die niedrigste Karte muss entsprechend zuerst gelegt werden, die höheren folgen. Hat ein Spieler zwei aufeinanderfolgende Karten, darf er sie einzeln hintereinander, aber niemals gemeinsam spielen. Schaffen es die Spieler, ohne Kommunikation alle Karten in der richtigen Reihenfolge aufsteigend abzulegen, haben sie das aktuelle Level geschafft. Nach dem ersten Level werden die folgenden Level gespielt. In jedem neuen Level werden alle 100 Karten neu gemischt und jeder Spieler erhält eine Karte mehr als im vorhergehenden Level. Die Spieler spielen analog zum ersten Level ihre Handkarten aufsteigend ab.
Jeweils nach den Leveln 2, 3, 5, 6, 8 und 9 erhält das Team zur Belohnung einen zusätzlichen  Wurfstern oder ein zusätzliches Leben entsprechend der Levelkarten. Das Team kann maximal 5 Leben und 3 Wurfsterne besitzen. Immer, wenn ein Spieler eine Zahlenkarte in der falschen Reihenfolge ausspielt, wird das Spiel von dem Spieler unterbrochen, der eine niedrigere Karte auf der Hand hält als die aktuell gespielte. Durch den Fehler verliert das Team eines seiner Leben und muss die entsprechende Karte abgeben. Alle Handkarten, die niedriger sind als die zuletzt gespielte, werden danach beiseite gelegt und das aktuelle Level wird fortgesetzt. Während eines Levels kann jeder Spieler jederzeit vorschlagen, einen Wurfstern zu nutzen, indem er dies durch eine gehobene Hand anzeigt. Wenn alle Spieler zustimmen, wird der Wurfstern eingesetzt, alle Spieler legen ihre jeweils niedrigste Handkarte offen zur Seite und setzen danach das Spiel fort.
Das Spiel wird gewonnen, wenn es dem Team gelingt, alle gestapelten Level erfolgreich abzuschließen. Sobald das Team sein letztes Leben abgibt, hat es verloren.

### Blindmodus
Als zusätzliche Variante für fortgeschrittene Spieler wird vorgeschlagen, das Spiel nach Absolvieren des letzten Levels blind weiterzuspielen. Das Team startet dabei mit allen verbliebenen Leben und Wurfsternen wieder bei Level 1, muss nun die Karten aber verdeckt ablegen. Wenn am Ende des Levels ein Fehler bemerkt wird, kostet dies ein Leben.

### The Sound Experiment
Bei The Mind: The Sound Experiment, das 2019 erschienen ist, wird zum normalen Spiel eine Musik-CD mit zwei Tracks mitgeliefert. Das Spiel selbst ist unverändert, die Musik wird als Begleitmusik abgespielt und enthält zudem einen Gong als Zeitgeber.

## Ausgaben und Rezeption
Das Kartenspiel The Mind wurde von Wolfgang Warsch entwickelt und im Januar 2018 als Neuerscheinung zur Nürnberger Spielwarenmesse beim Nürnberger-Spielkarten-Verlag in einer deutschsprachigen und einer multilingualen Version veröffentlicht. Die Karten- und Spielgestaltung  stammt von dem Spieleillustratoren Oliver Freudenreich. Im gleichen Jahr erschien eine französische Version bei Oya, eine englische Version bei Pandasaurus Games  und eine niederländische Version bei White Goblin Games.
Im Jahr des Erscheinens wurde The Mind zum Spiel des Jahres 2018 als eines von drei Spielen neben den Brettspielen Azul und Luxor nominiert. Kommentiert wurden die Nominierung und der Spielemechanismus mit den folgenden Worten:

„Verblüffend! Faszinierend! Genial! Wolfgang Warsch synchronisiert die Spielewelt. Emotionale Momente bereichern dabei die zunehmende Verschmelzung von Geist und Materie. Eine erstaunliche Erfahrung, die jeder Spieler mal gemacht haben sollte..“

In Bezug auf die häufigen Vergleiche von The Mind mit The Game, welches im gleichen Verlag erschienen ist, betonte Wolfgang Warsch in einem Interview mit brettspielbox.de, dass er The Game erst kennengelernt habe, nachdem er The Mind bereits beim NSV untergebracht hatte, und dass es entsprechend keinen Einfluss auf die Entwicklung von The Mind gehabt habe.

## Belege
1. 1 2 3 4 5 6 7  Offizielle Spielregeln für The Mind
2. ↑  Versionen von The Mind in der Datenbank BoardGameGeek; abgerufen am 18. Mai 2018.
3. 1 2  The Mind auf den Seiten des Spiel des Jahres e. V.; abgerufen am 18. Mai 2018.
4. ↑  Brettspielbox Interview – Wolfgang Warsch auf brettspielbox.de, 1. März 2018; abgerufen am 25. Mai 2018.